# Toay (kommunhuvudort i Argentina)
Toay är en kommunhuvudort i Argentina.   Den ligger i provinsen La Pampa, i den centrala delen av landet, 600 km väster om huvudstaden Buenos Aires. Toay ligger 190 meter över havet och antalet invånare är 11 626.
Terrängen runt Toay är platt. Närmaste större samhälle är Santa Rosa, 10,6 km nordost om Toay.
Omgivningarna runt Toay är i huvudsak ett öppet busklandskap. Runt Toay är det mycket glesbefolkat, med 2 invånare per kvadratkilometer.